# Иде, Адаму
Адаму Иде (фр. Adamou Idé, 22 ноября 1951, Ниамей, Нигер, Французская Западная Африка) — нигерский поэт и писатель

.

## Биография
Родился Адаму 22 ноября 1951 году в столице Нигера, городе Ниамей. Он покинул свою родину и поехал во Францию чтобы изучать государственное управление. Там он получил дипломы Сорбонны и Института международного государственного управления в Париже. Тогда он являлся чиновником и работал в правительстве Нигера и в международных организациях. Иде опубликовал свой первый сборник стихов «Cri Inachivé» в 1984 году, а свой первый роман в 1987 году. Он издавался как на французском языке, так и Зарме. Иде получил первую нигерийскую национальную поэтическую премию (Prix national de Poésie) в 1981 году и Littéraire Boubou Hama du Niger в 1996 году. Он был членом жюри Большой литературной премии Чёрной Африки (Grand prix littéraire d'Afrique noire) в 1991 году и получил звание Кавалера Ордена «За заслуги» Нигера. Он был президентом «Societé des Gens du Lettres du Niger» и 3-го Африканского форума документального кино (Ниамей, 2008).

## Работы
- Misères et grandeurs ordinaires (Miseries and Glories of Regular People), Novel, Editions La Cheminante, Hendaye, 2008 ISBN 978-2-917598-00-9
- Chants de mer pour un fils malade, (Sea Shanties for a Sick Child) Poems, Editions Nathan-Adamou, Niamey, 2006
- Ay ne hân J’ai dit que…, (So I Said…) Short fiction, (Edited collection, Zarma language), Editions Albasa, Niamey, 2004
- Wa sappe ay se ! Votez pour moi ! (Vote For Me!) Short fiction, (Zarma language), Editions Albasa, Niamey, 2003 ISBN 978-99919-0-043-8
- Talibo, un enfant du quartier (Talibo, a Neighborhood Child), Novel, Editions L’Harmattan, Paris, 1996 ISBN 978-2-7384-4311-3
- Sur les terres de silence (On the Lands of Silence), Poems, Editions L’Harmattan, Paris, 1994 ISBN 978-2-7384-2571-3
- La Camisole de paille (The Straw Camisole), Novel, Imprimerie Nationale du Niger [INN], Niamey, 1987 OCLC 20932594
- Cri inachevé (The Unfinished Cry, French/Zarma), Poems, Imprimerie Nationale du Niger [INN], Niamey, 1984 OCLC 15300331